# Companhia Brasileira de Alumínio

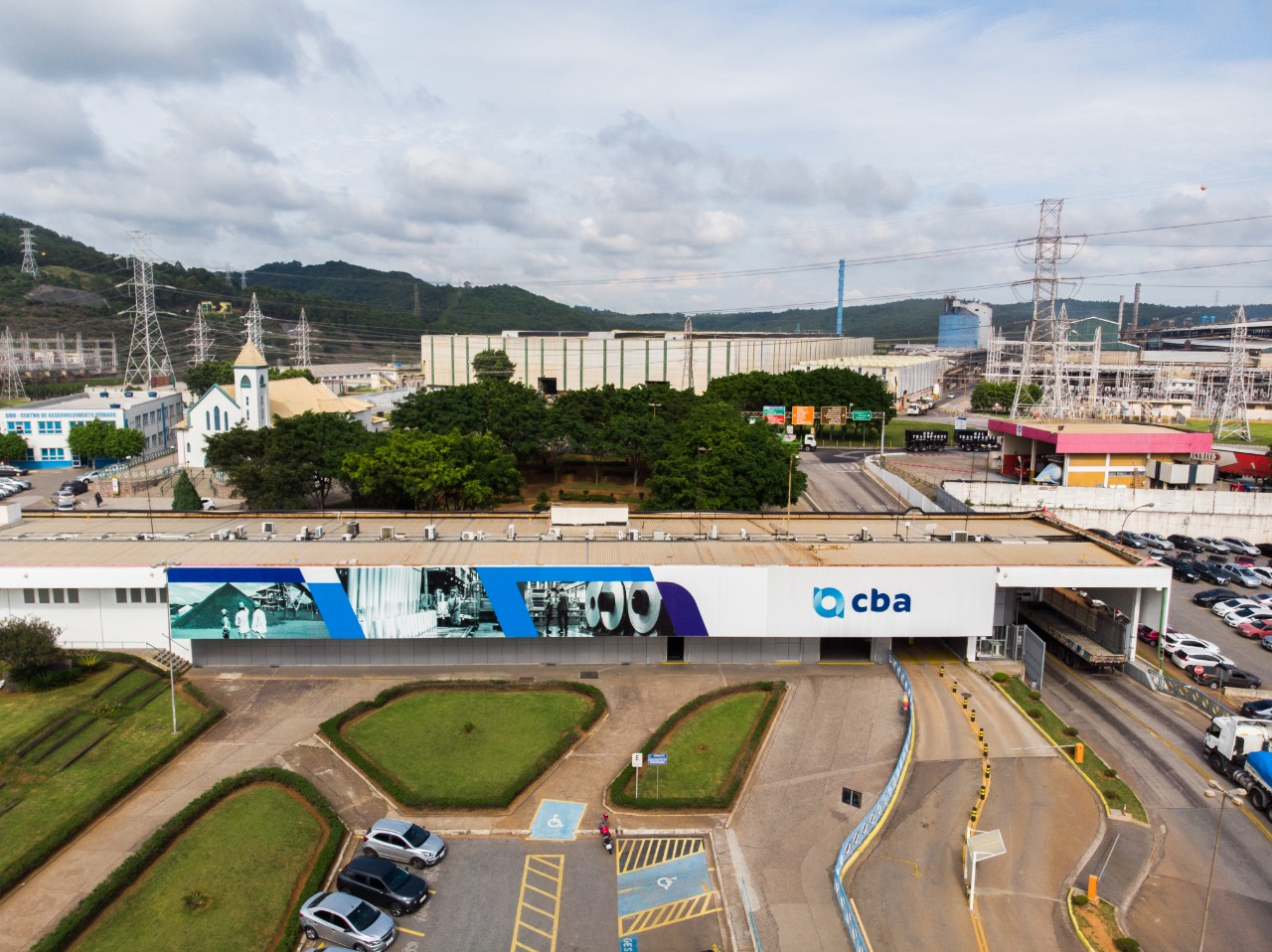
Fábrica da CBA em Alumínio (SP).

Companhia Brasileira de Alumínio (CBA) é uma das maiores empresas de alumínio do Brasil e da América Latina.. Inaugurada em 1955, produz alumínio de alta qualidade de forma integrada e sustentável. Com capacidade instalada para produzir 100% de energia vinda de hidroelétricas próprias, a CBA minera a bauxita, transforma em alumínio primário (lingotes, tarugos, vergalhões e placas) e produtos transformados (chapas, bobinas, folhas e perfis). 
Pertence à Votorantim S.A. (VSA) e está localizada na cidade de Alumínio, São Paulo

## Parque industrial
A CBA opera uma refinaria de alumina em Alumínio (SP) e um smelter para Usinagem e Caldeiraria em Sorocaba (SP). Obtém sua bauxita, matéria-prima para a fabricação do alumínio de quatro áreas de mineração em Minas Gerais, em Poços de Caldas, Itamarati de Minas e em Miraí.. e uma em Goiás (Barro Alto). Atua em Fundição e Reciclagem com a Metalex em Araçariguama (SP)
Possui um Centro de Distribuição, em Caxias do Sul (RS). Em 2020, a CBA adquiriu uma Fábrica de produtos transformados (chapas e folhas de alumínio) em Itapissuma (PE).

## Produção
A CBA atua na cadeia de valor do alumínio, desde a mineração de bauxita até a transformação em alumínio primário (lingotes, tarugos, vergalhões e placas) e produtos transformados (chapas, bobinas, folhas e perfis). Desde 2018, é o maior fabricante brasileiro de alumínio primário com uma produção anual de 475.000 toneladas / ano. O que equivale a 73% das 650,2 mil toneladas produzidas em 2019, de acordo com a Associação Brasileira de Alumínio (ABAL). Para a produção de todo esse alumínio é necessária muita energia, somando um total de aproximadamente 70% do preço final do produto, mesmo a CBA tendo sua auto produção.
A empresa vem crescendo 9,6% ano e representa 27% da produção nacional de alumínio.
O uso desse alumínio vai em 17% embalagens, 17% construção civil, 27% transportes, 15% eletricidade, 16% bens de consumo e 8% siderurgia. A CBA emprega aproximadamente 4.800 pessoas.

## Complexo gerador
Em função da alta demanda de energia das plantas de alumínio da companhia, a CBA inicia a construção de usinas hidrelétricas na bacia do Rio Juquiá, região do Vale do Ribeira. Esse investimento cresce para formar o Complexo Juquiá, que conta ao todo com sete usinas. Para assegurar o abastecimento contínuo de águas nas usinas dessa região, são adquiridos 31 mil hectares de Mata Atlântica nas áreas próximas de rios e nascentes, mantendo assim sua proteção. Em 2012, a área se transforma na Reserva Legado das Águas, embora a região seja conservada há mais de 50 anos pela empresa.
A CBA também tem uma Reserva Particular de Desenvolvimento Sustentável, gerenciada pela Reservas Votorantim. Criado em 2017 em uma área de 32 mil hectares, o Legado Verdes do Cerrado vem implementando uma nova forma de uso e ocupação do solo, em que mantém o equilíbrio de 20% do seu espaço destinado à economia tradicional (pecuária, produção de soja e milho e silvicultura), usado de maneira inteligente e rentável, mantendo os outros 80% com cerrado nativo conservado.

O Complexo Juquiá é composto por 6 usinas hidrelétricas (Alecrim, Barra, Salto do Iporanga, Fumaça, França e Serraria) e 1 pequena central hidrelétrica (Porto Raso). Já o Complexo Sorocaba é composto por 2 usinas hidrelétricas (Itupararanga e Jurupará) e 2 centrais geradoras hidrelétricas (Santa Helena e Votorantim).